# Halloween: Resurrection
 Denne artikel omhandler Halloween en film fra 2002. Opslagsordet har også en anden betydning, se Halloween (flertydig).
Halloween: Resurrection er en amerikansk gyserfilm fra 2002 instrueret af Rick Rosenthal.

## Medvirkende
- Jamie Lee Curtis som Laurie Strode
- Buta Rhymes som Freddie Harris
- Tyra Banks som Nora Winston
- Bianca Kajlich som Sara Moyer
- Thomas Ian Nicholas som Bill Woodlake
- Katee Sackhoff som Jenna Danzig
- Daisy McCrackin som Donna Chang
- Luke Kirby som Jim Morgan
- Sean Patrick Thomas som Rudy Grimes
- Ryan Merriman som Myles Berman
- Brad Loree som Michael Myers

## Eksterne Henvisninger
- Halloween: Resurrection på Internet Movie Database (engelsk)
- Halloween: Resurrection på Filmdatabasen
- Halloween: Resurrection på Scope
- Halloween: Resurrection på AlloCiné (fransk)
- Halloween: Resurrection på MovieMeter (nederlandsk)
- Halloween: Resurrection på AllMovie (engelsk)
- Halloween: Resurrection hos American Film Institute (engelsk)
- Halloween: Resurrection hos British Film Institute (engelsk)
- Halloween: Resurrection på Turner Classic Movies (engelsk)
- Halloween: Resurrection på The Movie Database (engelsk)

| Gyserfilm | Spire Denne gyserfilm-artikel er en spire som bør udbygges. Du er velkommen til at hjælpe Wikipedia ved at udvide den. |